# كالفين جون وارد
كالفين جون وارد (بالإنجليزية: Calvin John Ward)‏ هو عسكري أمريكي، ولد في 30 أكتوبر 1899 في مقاطعة غرين في الولايات المتحدة، وتوفي في 15 ديسمبر 1967 في تينيسي في الولايات المتحدة.